# HD152099
HD152099 — хімічно пекулярна зоря спектрального класу
A0 й має видиму зоряну величину в смузі V приблизно 10,2.

## Пекулярний хімічний склад
Зоряна атмосфера HD152099 має підвищений вміст 
Si
.